# Hermagor-Pressegger See
Hermagor-Pressegger See (slovenska: Šmohor-Preseško jezero) är en stadskommun i det österrikiska förbundslandet Kärnten. Kommunen är belägen i södra Kärnten i Gaildalen vid gränsen mot Italien. Den har 6 970 invånare (2024).

## Staden
Själva staden heter Hermagor med 1 582 invånare. Den blev 1868 distriktshuvudort och 1930 upphöjdes Hermagor till stad. Hermagor är en förvaltnings- och skolstad.

## Kommunen

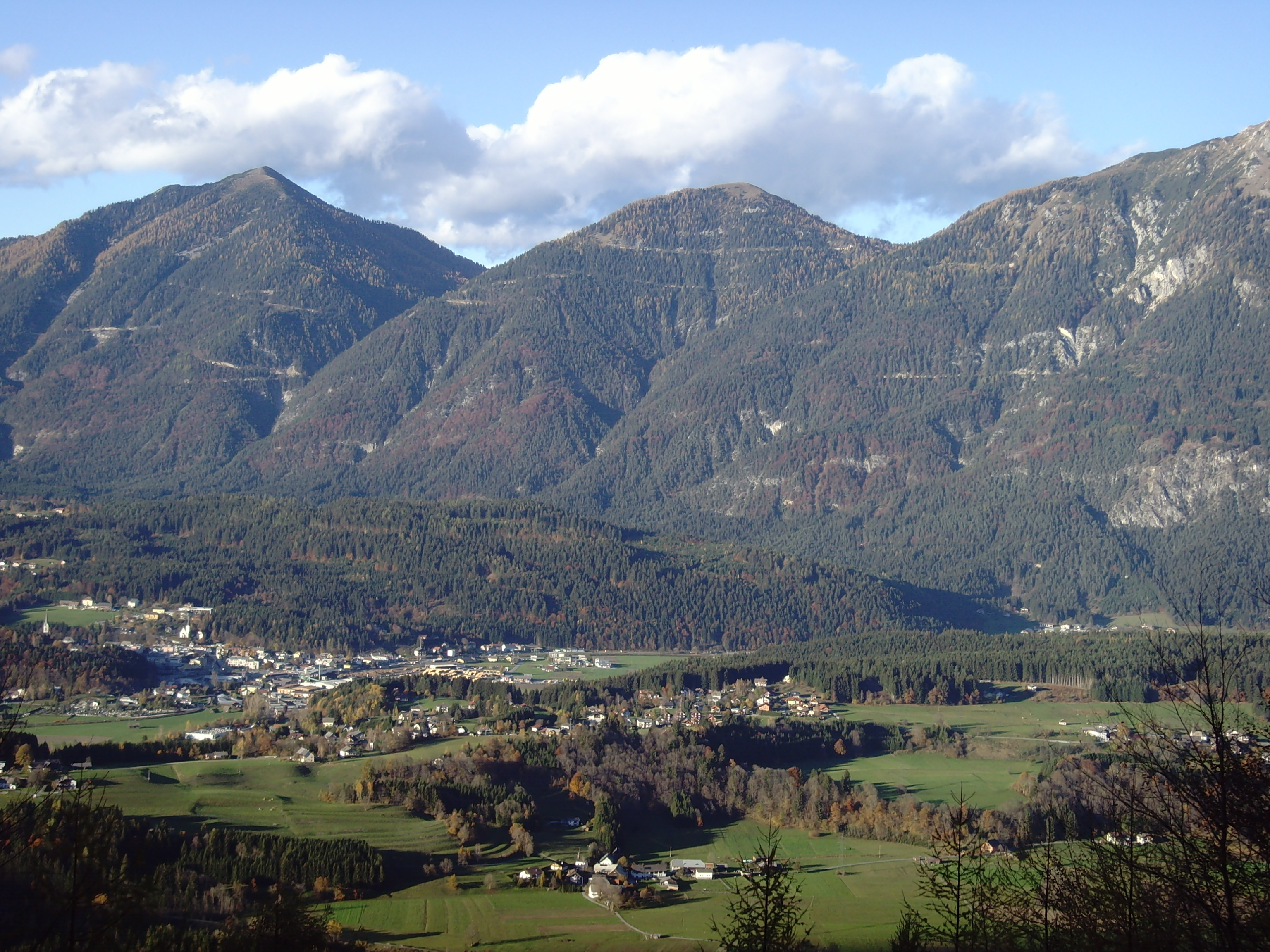
Hermagor.

Den nutida kommunen bildades genom en kommunsammanslagning 1973. Den består av 64 orter (Ortschaften) (inom parentes invånarantal 1 januari 2024):

- Achleiten (3)
- Aigen (3)
- Bergl (29)
- Braunitzen (6)
- Brugg (19)
- Burgstall (7)
- Danz (21)
- Dellach (79)
- Egg (145)
- Eggforst (11)
- Fritzendorf (58)
- Förolach (190)
- Grafenau (0)
- Grünburg (79)
- Guggenberg (31)
- Görtschach (156)
- Götzing (12)
- Hermagor (1 582)
- Jenig (160)
- Kameritsch (52)
- Khünburg (214)
- Kleinbergl (35)
- Kraschach (55)
- Kraß (23)
- Kreuth ob Mellweg (52)
- Kreuth ob Möschach (16)
- Kreuth ob Rattendorf (78)
- Kühweg (174)
- Kühwegboden (198)
- Latschach (83)
- Liesch (2)
- Mellach (33)
- Mellweg (53)
- Micheldorf (160)
- Mitschig (74)
- Möderndorf (140)
- Nampolach (21)
- Neudorf (290)
- Neuprießenegg (32)
- Obermöschach (46)
- Obervellach (211)
- Paßriach (142)
- Podlanig (40)
- Postran (119)
- Potschach (48)
- Presseggen (232)
- Presseggersee (125)
- Radnig (220)
- Radnigforst (8)
- Rattendorf (317)
- Schinzengraben (30)
- Schlanitzen (38)
- Schmidt (1)
- Siebenbrünn (2)
- Sonnenalpe Nassfeld (43)
- Sonnleitn (27)
- Süßenberg (22)
- Toschehof (0)
- Tröpolach (454)
- Untermöschach (48)
- Untervellach (256)
- Watschig (122)
- Wittenig (43)
- Zuchen (0)

## Historia
Hermagor som är uppkallad efter helgonen Hermagoras grundades troligtvis av patriarkatet Aquileia. Orten omnämndes för första gången år 1169. Orten blev en köping 1288 och utvecklades till Gaildalens huvudort. Under 1400-talet drabbades köpingen liksom hela Gaildalen av det osmanska kriget och skövlades.

## Kända byggnader
I kommunen finns två slott: slottet Lerchenhof, ett fint exempel för Kärntens senklassicistiska arkitektur, och slottet Möderndorf, där Gaildalens hembygdsmuseum finns.

## Turism
Hermagor-Pressegger See är en turiststad. På vintern attraherar skidområdet Naßfeld, Kärntens största vintersportcentrum, många turister och på sommaren sjön Pressegger See.